# 航空法
航空法（こうくうほう、昭和27年7月15日法律第231号）は、民間の航空機の航行の安全および航空機の航行に起因する障害の防止に関する日本の法律である。

## 概要
「この法律は、国際民間航空条約の規定並びに同条約の附属書として採択された標準、方式及び手続に準拠して、航空機の航行の安全及び航空機の航行に起因する障害の防止を図るための方法を定め、並びに航空機を運航して営む事業の適正かつ合理的な運営を確保して輸送の安全を確保するとともにその利用者の利便の増進を図ること等により、航空の発達を図り、もつて公共の福祉を増進すること」を目的とする（1条）。
航空法に付随し、施行令（航空法施行令）および施行規則（航空法施行規則）が定められている。
2001年（平成13年）1月31日の日航機静岡県焼津市でのニアミス事故をきっかけに、全機体にTCASの装備を義務付ける改正がなされている。
2015年（平成27年）12月10日に施行した改正法により、マルチコプターをはじめとする小型無人機の飛行ルールが定められることとなった。
自衛隊の運用する航空機は、自衛隊法第107条『航空法等の適用除外』で、航空法を適用しない範囲が定められている。在日米軍の運用する航空機は、航空特例法や日米地位協定により日本の航空法ではなく、アメリカ合衆国の航空法により米国運輸省連邦航空局（FAA）の監督を受ける。

## 構成
- 第1章　総則（第1条・第2条）
- 第2章　登録（第3条―第9条）
- 第3章　航空機の安全性（第10条―第21条）
- 第4章　航空従事者（第22条―第36条）
- 第5章　航空路、空港等及び航空保安施設（第37条―第56条の5）
- 第6章　航空機の運航（第57条―第99条の2）
- 第7章　航空運送事業等（第100条―第125条）
- 第8章　外国航空機（第126条―第131条の2）
- 第9章　無人航空機（第132条―第132条の3）
- 第10章　雑則（第133条―第137条の4）
- 第11章　罰則（第138条―第162条）
- 附則

## 航空機の旅客にも適用される条文
航空機の旅客（つまり利用者）にも適用される条文として主なものに、安全阻害行為等の禁止等を定めた73条の3と73条の4がある。航空機の機長は安全阻害行為をする者に対して拘束したり、降機させたり、場合によっては当該行為を反復し、又は継続してはならない旨の命令をすることができる。
たとえば、化粧室において喫煙する行為や、携帯電話などの機器の正当な理由のない使用、また客室乗務員に対するセクシャルハラスメント等の迷惑行為がこの安全阻害行為等にあたる。このうち、命令が出た場合（73条の4第5項）には、それに違反した場合は罰金に処せられる（150条5の3項）。

### 条約
- シカゴ条約

### 法律
- 空港法（旧空港整備法）
- 公共用飛行場周辺における航空機騒音による障害の防止等に関する法律
- 特定空港周辺航空機騒音対策特別措置法
- 航空の危険を生じさせる行為等の処罰に関する法律
- 航空機の強取等の処罰に関する法律

### 資格
- 航空従事者
- 運航管理者

### 制度
- 空港警備
- 混雑空港
- 耐空証明
- 航空日誌
- 外資規制
- 制限表面